# Passiflora allantophylla
Passiflora allantophylla je biljka iz porodice Passifloraceae. Domaće područje ove vrste je od Gvatemale do Hondurasa. Penjačica je i raste prvenstveno u vlažnom tropskom biomu.

## Vanjske poveznice
|  | Zajednički poslužitelj ima još gradiva o temi Passiflora allantophylla |
|  | Wikivrste imaju podatke o taksonu Passiflora allantophylla             |